# La decisió de la Sophie
La decisió de la Sophie (títol original en anglès Sophie's Choice) és una pel·lícula estatunidenca dirigida per Alan J. Pakula, estrenada el 1982 i doblada al català. És l'adaptació de la novel·la homònima de William Styron.

## Argument
L'acció es desenvolupa poc temps després de la Segona Guerra Mundial.
Stingo, un jove escriptor del sud dels Estats Units, arriba a Brooklyn i simpatitza amb una parella Sophie (Meryl Streep), una bonica immigrant polonesa (que ha sofert molt durant la guerra) i Nathan, un jueu de comportament imprevisible i violent que amaga una persona trastornada.
Una relació complexa es desenvolupa entre els tres personatges.

## Repartiment
- Meryl Streep: Sophie Zawistowski
- Kevin Kline: Nathan Landau
- Peter MacNicol: Stingo
- Rita Karin: Yetta
- Stephen D. Newman: Larry Landau
- Greta Turken: Leslie Lapidus
- Josh Mostel: Morris Fink
- Marcell Rosenblatt: Astrid Weinstein
- Moishe Rosenfeld: Moishe Rosenblum
- Robin Bartlett: Lillian Grossman
- Eugene Lipinski: Professor de polonès
- John Rothman: Bibliotecari
- Joseph Leon: Dr. Blackstock
- David Wohl: Professor d'anglès

## Al voltant de la pel·lícula
- Primer paper al cinema per Kevin Kline, qui retrobarà Meryl Streep a The Seagull el 2001 i a The Last Show el 2006.

## Premis
- Oscar a la millor actriu per Meryl Streep
- Globus d'Or a la millor actriu dramàtica per Meryl Streep